# Sveti Kancij, Kancijan i Kancijanila
Sveti Kancij, Kancijan i Kancijanila († San Canzian d'Isonzo, Italija, 31. svibnja 304.), kršćanski sveci i mučenici, koji su poginuli zajedno sa svojim učiteljem Protom za vrijeme Dioklecijanova progona kršćana. 
Kancij i Kancijanila bili su blizanci, a Kancijan njihov brat. Prema legendi, potječu iz bogate rimske obitelji Anicii, iz koje potječe i rimski car Karin (lat. Carinus). Njihov učitelj Prot poučio ih je kršćanskoj vjeri.
Kada je Dioklecijan počeo progoniti kršćane, prodali su sve svoje posjede u Rimu i pobjegli u Akvileju, gdje su također imali neku imovinu. Nažalost, progon kršćana u Akvileji nije bio ništa manji nego u Rimu. Lokalni vladari tražili su od Kancija, Kancijana i Kancijanile da daju znak odanosti vlasti: trebali su se pokloniti rimskim bogovima. To su odbili s gnušanjem. 
Pokušali su pobjeći iz Akvileje s kolicima, ali nisu uspjeli. Odrubljene su im glave na mjestu zvanom Ad aquas Gradatas (danas San Canzian d'Isonzo u blizini Akvileje) na dan prije lipanjskih kalenda (31. svibnja) - vjerojatno 304. Tijela su im kršćani potajno spremili u kameni sarkofag nad kojima su kasnije izgradili crkvu sv. Kancijana. Arheološka iskopavanja u 20. stoljeću potvrdila su prisutnost grobnice s ostacima pokojnika.
Sveti Kancijan i braća postali su kasnije vrlo popularni među Slovencima. U Sloveniji im je posvećeno nekoliko crkava npr. u Kranju. Slovenski naziv za Kancijana je Škocjan, a to ime nose mnoga mjesta, osobita lijepa mjesta u blizini vode kao npr. Rakov Škocjan. Prema sv. Kancijanu nastala su česta slovenska prezimena Kocjan, Kocijan i Kocjančič.